# 5.ª edición de los Premios Grammy
La 5.ª edición de los Premios Grammy se celebró el 15 de mayo de 1963 en Chicago, Los Ángeles y Nueva York, en reconocimiento a los logros discográficos alcanzados por los artistas musicales durante el año anterior.

## Ganadores

### Generales
- Grabación del año
  - Tony Bennett por "I Left My Heart in San Francisco"
- Álbum del año
  - Vaughn Meader por The First Family
- Canción del año
  - Leslie Bricusse & Anthony Newley (compositor & intérprete) por "What Kind of Fool Am I?"
- Mejor artista novel
  - Robert Goulet

### Clásica
- Mejor interpretación clásica - Orquesta
  - Igor Stravinsky (director) & Columbia Symphony Orchestra por Stravinsky: The Firebird Ballet

- Mejor interpretación clásica - Solista vocal (con o sin orquesta)
  - Leonard Bernstein (director), Eileen Farrell & New York Philharmonic por Wagner: Götterdämmerung - Brunnhilde's Immolation Scene / Wesendonck Songs

- Mejor grabación de ópera
  - Georg Solti (director), Robert Merrill, Leontyne Price, Giorgio Tozzi, Jon Vickers & Rome Opera House Orchestra por Verdi: Aida

- Mejor interpretación clásica - Coral (que no sea ópera)
  - Otto Klemperer (director), Wilhelm Pitz (director de coro) & Philharmonia Orchestra & Chorus por Bach: Pasión según San Mateo

- Mejor interpretación clásica - Solista o solistas instrumentales (con orquesta)
  - Igor Stravinsky (director), Isaac Stern & Columbia Symphony Orchestra por Stravinsky: Concierto para violín en re

- Mejor interpretación clásica -  Solista o dúo instrumental (sin orquesta)
  - Vladimir Horowitz por Columbia Records Presents Vladimir Horowitz

- Mejor interpretación clásica - Música de cámara
  - Jascha Heifetz, Gregor Piatigorsky & William Primrose por The Heifetz-Piatigorsky Concerts With Primrose, Pennario and Guests

- Mejor composición de música clásica contemporánea
  - Igor Stravinsky (compositor y director) por Stravinsky: The Flood

- Álbum del año - Clásico
  - Vladimir Horowitz por Columbia Records Presents Vladimir Horowitz

### Comedia
- Mejor interpretación de comedia
  - Vaughn Meader por The First Family

### Composición y arreglos
- Mejor tema instrumental
  - Bobby Scott & Ric Marlowe (compositor) por "A Taste of Honey"
- Mejor arreglo instrumental
  - Henry Mancini (arreglista) por "Baby Elephant Walk"
- Mejor arreglo de acompañamiento
  - Marty Manning (arreglista); Tony Bennett (intérprete) por "I Left My Heart in San Francisco"

### Country
- Mejor grabación country & western
  - Burl Ives por "Funny Way of Laughin'"

### Espectáculos musicales
- Mejor álbum de espectáculo con reparto original
  - Richard Rodgers (compositor) & el reparto original (Richard Kiley, Diahann Carroll, Bernice Mass, Noelle Adam, Don Chastain, Mitchell Gregg & Noelle Adam) por No Strings

### Folk
- Mejor grabación folk
  - Peter, Paul and Mary por "If I Had a Hammer"

### Gospel
- Mejor grabación gospel o de otra religión
  - Mahalia Jackson por Great Songs of Love and Faith

### Hablado
- Mejor grabación documental o hablada (que no sea de comedia)
  - Charles Laughton por The Story-Teller: A Session With Charles Laughton

### Infantil
- Mejor grabación para niños
  - Leonard Bernstein (director) por Saint-Saëns: Carnival of the Animals / Britten: The Young Person's Guide to the Orchestra

### Jazz
- Mejor interpretación jazz - solista o grupo pequeño (instrumental)
  - Stan Getz por "Desafinado"
- Mejor interpretación jazz - grupo grande (instrumental)
  - Stan Kenton por Adventures in Jazz
- Mejor composición original de jazz
  - Vince Guaraldi (compositor); Vince Guaraldi Trio (intérpretes) por "Cast Your Fate to the Wind"